# Tharra hammeri
Tharra hammeri är en insektsart som beskrevs av Nielson 1982. Tharra hammeri ingår i släktet Tharra och familjen dvärgstritar. Inga underarter finns listade i Catalogue of Life.